# Ксаміль
Ксаміль (алб. Ksamili, грец. Εξαμίλι) — село та колишній муніципалітет на рив'єрі Південної Албанії та частина національного парку Бутринті. Під час реформи місцевого самоврядування 2015 року населений пункт був підпорядкований муніципалітету Саранда. Населення за переписом 2011 року становило 2994 особи тоді як згідно з Цивільними Офісами це було 9220. Адміністративна одиниця складається з сіл Ксаміль і Манастир. Прибережне село Ксаміль було збудоване за комуністичних часів в 1966 році та розташоване на південь від міста Саранда біля дороги до Бутринті.

## Економіка
Під час комунізму ця територія стала добре відомою завдяки виробництву оливкової олії, лимонів і мандаринів. У 2010 році державна влада знищила понад 200 незаконних споруд, які порушували генеральний план міста та цілісність національного парку Бутринті. Деякі залишки зруйнованих будівель можна побачити досі.

## Демографія
У 1992 році в селі Ксаміль проживало змішане населення: албанці-мусульмани (1125), православні албанці (210) і греки (520).
Згідно з офіційними оцінками (2014), населення комуни Ксаміль налічувало 9215 осіб з яких 4207 були членами грецької меншини, семеро — арумунської меншини, а решта — албанці.

## Туристичні пам'ятки
Ксаміль є одним з найвідвідуваніших прибережних курортів як місцевими, так і іноземними туристами. Пляж Ксаміль і північніше узбережжя Албанії увійшли до 20 найкращих варіантів пляжного відпочинку за версією Guardian у 2013 році Головними визначними пам'ятками є острови Ксаміль, що знаходяться неподалік. Карибські пляжі з білим піском у Ксамілі дали місту великий туристичний поштовх. Останніми роками Ксаміль відвідували албанці з Косово та інших албаномовних районів, але все більше іноземних туристів відвідують пляж. Це призводить до будівництва нових готелів, а також до підвищення цін. Серед інших розваг — Блакитне око в Музіне, національний парк Бутринті, Саранда, а також деякі інші невеликі пляжі, розташовані на північ від Ксаміла.